# Alf Hanson
Adolf Jonathan „Alf“ Hanson (* 27. Februar 1912 in Bootle; † Oktober 1993 in St Helens) war ein englischer Fußballspieler. Als Linksaußen schoss er in den 1930er Jahren für den FC Liverpool 50 Erstligatore und war vor dem Ausbruch des Zweiten Weltkriegs noch kurzzeitig beim Ligakonkurrenten FC Chelsea beschäftigt.

## Sportlicher Werdegang
Der in Bootle geborene Hanson begann im unweit südlich gelegenen Liverpool die Fußballerkarriere. Er war der Sohn eines aus Norwegen stammenden Seefahrers und trug mutmaßlich zunächst den Namen Hansen. Nachdem er beim FC Everton vorgespielt hatte, unterzeichnete er im November 1931 beim Rivalen FC Liverpool einen Vertrag. Bei den von George Patterson betreuten „Reds“ musste er nach anfänglichen Partien für die Reservemannschaft bis zum 21. Januar 1933 warten, bevor er in der Erstligapartie auswärts gegen Aston Villa debütierte. Die Partie endete mit einer 2:5-Pleite und auch sein zweiter Einsatz daheim gegen den FC Middlesbrough ging mit 1:3 verloren, wenngleich ihm dort sein erstes Tor für Liverpool gelang. Fortan spielte er sich sukzessive in die Stammformation auf der linken Seite und er war Teil der Mannschaft, die am 11. Februar 1933 das Derby gegen Everton spektakulär mit 7:4 gewann (er schoss dabei das zwischenzeitliche 2:1). Hanson machte sich einen Namen aufgrund seiner Torgefährlichkeit und schoss für Liverpool in gut fünf Jahren 50 Ligatreffer. Dabei wurde sein starker linker Fuß mit dem von Cliff Bastin und Fred Tunstall sowie später Tommy Eglington verglichen. In der Saison 1937/38 avancierte er mit 15 Pflichtspieltreffern zum Toptorjäger seines Klubs. Sein jüngerer Bruder Stan hatte es mittlerweile als Torwart der Bolton Wanderers ebenfalls in den englischen Profifußball geschafft und am 23. April 1938 standen sich die beiden erstmals gegenüber. Liverpool gewann das Spiel mit 2:1 und die beiden Brüder führten ihre Teams jeweils als Kapitän an. Letztlich verließ Hanson den Klub im Sommer 1938 für die Ablösesumme von 7.500 Pfund in Richtung des FC Chelsea, wenngleich er im Verlauf des späteren Zweiten Weltkriegs gelegentlich für Liverpool als „Gastspieler“ antrat. Dabei war ihm sein echter Vorname Adolf, unter dem er zunächst auch bekannt war, etwas unangenehm, so dass er stattdessen lieber mit seinem Spitznamen „Alf“ angesprochen wurde.
Als der offizielle Ligaspielbetrieb zur Saison 1946/47 wieder startete, war Hanson bereits 34 Jahre alt und damit seine Profikarriere faktisch beendet. Er arbeitete im englischen Non-League-Bereich als Spielertrainer für den FC South Liverpool und Ellemere Port Town. Dazu übte er dieselbe Funktion in Irland beim Shelbourne FC aus und war dort mit elf Treffern in der Saison 1946/47 Torschützenkönig. Neben dem Fußball interessierte sich Hanson vor allem für Baseball und spielte für die Blackpool Seagulls sowie eine nationale Auswahl.
Er verstarb im Alter von 81 Jahren nahe seiner Liverpooler Heimat in St Helens im Oktober 1993.